# Paternus Paul Seipel
Paternus Paul Seipel FSC (* 21. März 1908 als Alois Seipel in Marborn, Kreis Schlüchtern; † 12. Februar 1945 in Manila, Philippinen) war ein deutscher Schulbruder und Märtyrer. 

## Leben
Alois Seipel trat im Alter von 18 Jahren unter dem Ordensnamen Paternus Paul in das Noviziat der Schulbrüder in Bad Honnef ein. Er unterrichtete 11 Jahre lang an Ordensschulen in der Ordensprovinz Penang. Mit dem Ausbruch des Zweiten Weltkriegs wechselte er an das Kolleg der Schulbrüder in das anfänglich neutrale Manila auf den Philippinen. Dort wirkte er als Verwalter des Kollegs. Kurz vor Kriegsende fiel er mit 40 anderen einem Massaker durch die japanische Besatzungsmacht zum Opfer.

## Gedenken
Die Römisch-katholische Kirche in Deutschland hat Bruder Paternus Paul Seipel als Märtyrer in das deutsche Martyrologium des 20. Jahrhunderts aufgenommen.